# David Faßmann
David F. Faßmann, auch Fassmann (* getauft 20. September 1685 in Oberwiesenthal; † 14. Juni 1744 in Lichtenstadt) war ein deutscher Schriftsteller, Historiograph und Publizist.

## Leben
Von 1718 bis 1739 war er der Herausgeber der Moralischen Wochenschrift Gespräche in dem Reiche derer Todten in Leipzig. Der Bremer Presseforscher Michael Nagel nannte ihn in der Zeit den „erfolgreichsten Journalisten der ersten Jahrhunderthälfte“. Erstmals 1721 und bis 1733 periodisch in vier voluminösen Bänden publizierte er die Reisebeschreibung Der auf Ordre und Kosten seines Kaysers reisende Chineser. Faßmann war Mitglied des Tabakskollegiums seit 1726. Dort unterhielt er als Spaßmacher und „Neuigkeitserzähler“ neben Jacob Paul von Gundling den König und seine Gesellschaft, ab 1736 war auch Salomo Jakob Morgenstern in dieser Position. Faßmann karikierte in amüsanten, detaillierten Schilderungen die Äußerlichkeiten des Lebens und der Personen am Königshof. 1731 hielt er bei Hofe die Leichenpredigt auf Gundling, der in einem Fass auf lächerliche Art und Weise beigesetzt wurde. Seit 1731 war er ordentliches Mitglied der Königlich Preußischen Sozietät der Wissenschaften. Faßmann starb auf einer Reise auf dem Weg nach Karlsbad in Böhmen.

## Werke
- Außerlesene Frauen-Zimmer-Medicin, das ist: Viele und gewisse Mittel, Welche, die äusserlichen Gliedmassen und schöne Gestalt in seinem Stand erhalten, Denen Gebrechen vorkommen, und alle Ubelstände verbessern. Martini, Leipzig 1715. (Digitalisat)
- Der Ursprung/ Ruhm/ Excellentz und Vortrefflichkeit/ Des Krieges- und Soldaten-Standes/ Samt dessen 18. nöthigen Qualitaeten/ Nebst einer mit eingemischten/ ... Erzehlung vieler Begebenheiten, alter und neuerer Zeiten, woraus die Stärcke und Schärffe des Schwerdes grosser Potentaten ... zu erkennen/ Ingleichen ein Discours, Von denen so genannten par Force-Werbungen, worinnen behauptet wird/ daß ein Souverain, solche mit gutem Fug und Recht anordnen könne. Rüdiger, Berlin 1719. (Digitalisat)
- Gespräche In Dem Reiche derer Todten ... Zwischen Eduardo III. und dem gloriösen Willhelmo III. Königen von Engeland. Leipzig 1720 (Digitalisat)
- Gespräche In Dem Reiche derer Todten ... Zwischen Denen Sieben Weisen aus Griechenland, Und Einem, Der auf der Welt einen Narren agiret hat. Leipzig 1720 (Digitalisat)
- Gespräche In Dem Reiche derer Todten ... Zwischen der vor wenig Jahren verstorbenen Königin Anna, von Engeland, Und Myl. Wharton Einem gewesenen Haupt der Whigischen Partey, der gleichfalls erst vor kurtzer Zeit gestorben. Leipzig 1721 (Digitalisat)
- Gespräche In Dem Reiche derer Todten ... Zwischen Elisabetha, Königin in Engeland, und Christina, Königin in Schweden. Leipzig 1722 (Digitalisat)
- Gespräche In Dem Reiche derer Todten ... Zwischen Dem klugen und tapferen Printz Louis von Baden, Käyserl. General-Lieutenant, und Dem weltberühmten Wallenstein. Leipzig 1722 (Digitalisat)
- Gespräche In Dem Reiche derer Todten ... Bestehende In einer Continuation und Vollendung, des in der 29ten angefangenen Gespräches, Zwischen dem tapfern und klugen Printz Louis von Baden, Käyserl. General-Lieutenant, und Dem weltberühmten Wallenstein . Leipzig 1722 (Digitalisat)
- Gespräche In Dem Reiche derer Todten ... Zwischen Denen Cardinälen, Von Richelieu und Mazarini, Beyden gewesenen Premier-Ministern in Franckreich. Leipzig 1722 (Digitalisat)
- Gespräche In Dem Reiche derer Todten ... Bestehende, In einer Fortsetzung und Vollendung der Historie Derer Sieben Weisen aus Griechenland, Ingleichen derer Avanturen dessen, Welcher auf der Welt einen Narren agiret. Leipzig 1723 (Digitalisat)
- Gespräche In dem Reiche derer Todten ... Zwischen Mad. de Maintenon, die noch nicht völlig zwey Jahre todt ist, und Ihrem gewesenen Ehemann, Dem Poeten, Scarron. Leipzig 1723 (Digitalisat)
- Gespräche In Dem Reiche derer Todten ... Zwischen Dem Königs-Mörder, Olivier Cromwel, nachmahligen Protectore von Engeland, Und Seinem Sohn, Richardo, Welcher ihm zwar succediret, aber den Posten nicht lange behauptet, und erst vor ein paar Jahren gestorben. Leipzig 1723 (Digitalisat)
- Gespräche In Dem Reiche derer Todten ... Bestehende In einer Fortsetzung der vorigen Unterredung, Zwischen Mad. De Maintenon und Ihrem gewesenen Ehemann, Dem Poeten Scarron. Leipzig 1723 (Digitalisat)
- Gespräche In Dem Reiche derer Todten ... Zwischen Dem Römischen Pabst, Innocentio X. und Seiner Schwägerin, der Donna Olimpia. Leipzig 1724 (Digitalisat)
- Der gelehrte Narr, oder gantz natürliche Abbildung solcher Gelehrten, die da vermeynen alle Gelehrsamkeit ... verschlucket zu haben. Freiburg 1729. (Digitalisat)
- Leben und Thaten des allerdurchlauchtigsten und großmächtigsten Königs von Preußen, Friederici Wilhelmi: bis auf gegenwärtige Zeit aufrichtig beschrieben. Frankfurt/Breslau 1735. (Digitalisat)
- Leben und Thaten des Allerdurchlauchtigsten und Großmächtigsten Königs von Schweden Friederici Landgrafens zu Heßen Caßel. Deer, Frankfurt/Leipzig/Rudolstadt 1736. (Digitalisat)
- Leben und Thaten Jacob Paul Freiherrn von Gundling ... eines höchst seltsamen und abenteuerlichen Mannes : aus bisher unbekannten Nachrichten, und seltenen gedruckten Schriften gezogen und anschaulich gemacht. Mit dem wohlgetroffenen Bildniss und Wappen des Freiherrn von Gundling. Francke, Berlin 1795.